# HAŠK Mladost Zagrzeb
HAŠK Mladost Zagrzeb – chorwacki klub szachowy z siedzibą w Zagrzebiu, sekcja Mladosti Zagrzeb, trzykrotny mistrz Jugosławii, a po rozpadzie tego kraju trzykrotny mistrz Chorwacji.

## Historia
Klub został założony w 1946 roku. Dwa lata później zdobył drużynowe mistrzostwo Chorwacji. Mladost był czołowym szachowym klubem jugosłowiańskim. Po trzykrotnym z rzędu (1950, 1952, 1954) uzyskaniu wicemistrzostwa kraju i trzecim miejscu w 1955 roku, w latach 1957–1958 zespół wygrał rozgrywki Prvej ligi Jugoslavije. W tym okresie w klubie grali m.in. Braslav Rabar, Mijo Udovčić, Mario Bertok, Mato Damjanović, Dražen Marović i Zvonko Vranešić. W 1962 roku klub zdobył tytuł drużynowego mistrza Chorwacji. W 1964 roku uzyskano wicemistrzostwo Jugosławii, a w sezonach 1965, 1967 i 1969–1971 – trzecie miejsce. W latach 1973–1974 szachiści klubu ponownie zdobyli tytuły wicemistrzowskie, a w sezonach 1977 i 1980 – trzecie miejsca. W 1982 roku zespół zdobył trzeci tytuł mistrzowski. Kadrę drużyny stanowili wówczas m.in. Vlatko Kovačević, Krunoslav Hulak, Branko Rogulj, Davorin Komljenović, Vlasta Maček, Tanja Belamarić i Bogdan Lalić. W sezonie 1983 zespół był drugi w lidze, w 1984 – czwarty, a w 1985 dziesiąty i po raz pierwszy spadł z najwyższej ligi jugosłowiańskiej. Do Prvej ligi klub powrócił jeszcze na jeden sezon w 1989 roku. Po rozpadzie Jugosławii klub uczestniczył w pierwszej lidze chorwackiej. Zespół wygrał pierwszą i drugą edycję tej ligi. W 1993 roku zespół zadebiutował w Pucharze Europy, zajmując wówczas trzecie miejsce w fazie grupowej (gr. 5), ulegając Honvédowi Budapeszt i Chordzie Czelabińsk. W 1994 roku zespół zdobył trzecie mistrzostwo Chorwacji z rzędu. W tym samym roku klub po raz drugi uczestniczył w Pucharze Europy, ponownie zajmując trzecie miejsce w grupie eliminacyjnej (gr. 2), za Donbasem Ałczewsk i Zalaegerszegi Csuti SK. W latach 2009 i 2012 klub zdobył wicemistrzostwo kraju. W 2013 roku zespół zajął trzecie miejsce. W 2016 roku klub spadł z ligi.

## Arcymistrzowie w historii klubu
- Petyr Arnaudow[12]
- Ante Brkić[13]
- Mišo Cebalo[14]
- Ognjen Cvitan[14]
- Mato Damjanović[3]
- Goran Dizdar[14]
- Pawło Eljanow[15]
- Serhij Fedorczuk[12]
- Krunoslav Hulak[14]
- Alojzije Janković[15]
- Zoran Jovanović[16]
- Vlatko Kovačević[14]
- Zdenko Kožul[17]
- Davorin Kuljašević[18]
- Leon Livaić[16]
- Dražen Marović[3]
- Adrian Michalczyszyn[19]
- Georg Mohr[19]
- Siergiej Mowsesjan[16]
- Juraj Nikolac[14]
- Vojtěch Plát[20]
- Jewgienij Postny[21]
- Ołeh Romanyszyn[14]
- Krasimir Rusew[21]
- Jure Škoberne[16]
- Ivan Sokolov[17]
- Hrvoje Stević[17]
- Mijo Udovčić[3]
- Štěpán Žilka[22]